# Sālote Lupepau'u
Sālote Lupepauʻu (c.1811 – 8 de setembro de 1889) foi a rainha-consorte de Tonga entre 1845 e 1889, sendo a esposa principal de Jorge Tupou I, o unificador e primeiro rei de Tonga.

## Biografia
Nascida por volta de 1811, Lupepau’u foi filha de Hala’evalu Mohe’ofo e do Tamatau’hala. Sua família tanto pelo lado paterno quanto pelo materno eram nobres do mais alto escalão tradicional tonganês. Ela foi casada com Laufilitonga, o último soberano do Império Tui’tonga. A princesa foi resgatada na Batalha de Velata em 1826, sendo logo levada á corte do chefe Taufa’ahau e se tornando uma de suas esposas. Em 1835 Taufa’ahau se converteu ao cristianismo e mudou seu nome para Siaosi, versão tonganesa para Jorge em homenagem á Jorge III do Reino Unido. Logo após ele tornou Lupepau’u sua única esposa e a mesma mudou seu nome para Salote, a versão tonganesa para Carlota, em homenagem á Carlota do Reino Unido.
Ao lado de Jorge Tupou I a rainha teve dois filhos: Tu’uakitau (1839 – 1842) e Vuna Takitakimālohi (1844 – 1862). Seu filho Vuna foi o herdeiro presuntivo até sua morte em 1862, porém este não deixou descendentes e já que Salote era a rainha-consorte e apenas os filhos com ela deveria ser incluídos na sucessão, o cargo de herdeiro ficou vago. A situação se revolveu em 1875 com a promulgação da primeira constituição tonganesa, que instituiu Tēvita ʻUnga como herdeiro ao trono de Tonga.
Em 8 de setembro de 1889 a rainha faleceu e seu nome se tornou bastante popular em todo o país, sendo a variante de Carlota na língua portuguesa e Charlotte na língua inglesa. Outra rainha que recebeu tal nome, desta vez soberana foi Salote Tupou III. Seu nome foi dado em homenagem á uma escola tonganesa em 1914, a Queen Salote College.´